# Eduardo López de Romaña
Eduardo López de Romaña Alvizuri (Arequipa, 19 mars 1847 - Yura, 26 mai 1912), ingénieur et homme d'État péruvien de la fin du XIXe et du début du XXe siècle. Il est président de la République de 1899 à 1903.

## Biographie
Fils de Juan Manuel Lopez de Romaña y Fernandez Pascua et de Maria Josefa Alvizuri y Bustamante, membres de l'aristocratie d'Arequipa, il se marie à Maria Josefa Castresana García de la Arena et a trois enfants: Eduardo, Carlos et Hortencia López de Romaña Castresana.
Eduardo López de Romaña fait des études d'ingénierie et une spécialité sur les ponts de chemin de fer à Londres. Il voyage au Brésil pour collaborer à des travaux ferroviaires. Il retourne au Pérou en 1874. Pendant la guerre du Pacifique, il rejoint à l'armée comme général de la division d'avant-garde (1879).
Après la guerre, il est élu député de la province d'Arequipa (1895). En 1896, il est désigné pour exercer la place de ministre dans le nouveau ministère de Promotion. En 1897, il est élu maire d'Arequipa, et aussi sénateur pour la région du même nom.
Il appartient au Parti civiliste. Néanmoins, il devient président avec l'aide de la Coalition nationale, laquelle est une alliance entre le Parti civil et le Parti démocrate. Carlos de Piérola, frère du leader démocrate, est président de la Chambre des députés tandis que Manuel Candamo, chef de file du Parti civil, préside le Sénat. Ce partage correspond à une domination de chaque parti sur une assemblée. Malgré ces accords, les divergences réapparaissent rapidement, traduits par le passage des démocrates dans l'opposition.
López de Romaña compose son cabinet presque exclusivement de membres de son parti, ce que la majorité démocrate de la Chambre des députés conteste, dénonçant une censure. Pendant son gouvernement, il développe l'agriculture, l'activité minière et l'industrie. Il encourage la colonisation des vallées interandines (c'est-à-dire les vallées que l'on trouve dans la cordillère des Andes), et promulgue le Code du commerce (1902). Il est à l'origine de la création de l'École nationale d'agriculture, ainsi que d'une nouvelle compagnie pour la collecte des recettes fiscales.
À la fin de son mandat, il se retire de la politique, jusqu'à sa mort à Yura en 1912.
Avec lui, commence la « république aristocratique » qui dure jusqu'au second mandat de Leguía, époque où le Parti civil compose l'essentiel des gouvernements du pays.